# كوكال برتقالي الرأس
كوكال برتقالي الرأس (الاسم العلمي: Centropus milo) (بالإنجليزية: Buff-headed Coucal)‏ هو نوع من الطيور يتبع جنس الكوكال من فصيلة طيور الوقواق.